# Rosa Roth – Die Retterin
Die Retterin ist ein deutscher Fernsehfilm von Carlo Rola aus dem Jahr 1999. Es handelt sich um die zehnte Episode der ZDF-Kriminalfilmreihe Rosa Roth mit Iris Berben in der Titelrolle einer Kriminalhauptkommissarin der Berliner Mordkommission. Um den Ort herauszufinden, an dem eine Geisel sich befindet, lässt Roth sich ins Gefängnis einweisen, wo Brigitte Potzner, eine Verdächtige, sich befindet.
Roths Vorgesetzter Günther Zorn wird von Gunter Schoß verkörpert, Dieter Kirchlechner ist wiederum in seiner Rolle als LKA-Beamter Kurt Steinkopf zu sehen und Christian Brückner als Oberstaatsanwalt Seibold. Roths engste Mitarbeiter sind auch in diesem Fall Karin von Lomanski (Carmen-Maja Antoni), Charly Kubick (Jockel Tschiersch) und Jürgen Roeder (Zacharias Preen). Die Haupt-Gaststars dieser Folge sind Leslie Malton, Vadim Glowna, Bernd Stegemann, Andrea Brose, Klara Höfels und Barbara Focke.

## Handlung
Dem Film vorangestellt ist folgendes Zitat: „Wer glaubt, daß man mit Worten lügen könne, könnte meinen, daß es hier geschähe.“ (Gottfried Benn)
Unter dem Namen Olga Bach ermittelt Kriminalhauptkommissarin Rosa Roth im Frauengefängnis. Nicht zufällig wird sie mit der ínhaftierten Brigitte Porzner zusammengelegt, da vermutet wird, dass diese in eine in einer Bank stattgefundene Geiselnahme eingeweiht war. Bei der Geisel handelt es sich um die Schwester des Leiters der Bank. Roth hat jedoch große Probleme mit der verschlossenen jungen Frau überhaupt ins Gespräch zu kommen. Hilfreich ist es, dass Bach, wie Roth sich nennt, Porzner beisteht, als diese von der Mitinhaftierten Karla sexuell bedrängt wird. Nur zögerlich gibt Porzner einiges aus ihrem Leben preis, was jedoch in dem Geiselnahmefall nicht weiterhilft. Porzner erzählt, dass sie in einer Beziehung mit einem Mann sei, der ganz anders sei als andere Männer, sie könne sich bedingungslos auf ihren Freund verlassen. Außerdem meint sie, sie sei ganz zu Unrecht im Gefängnis, sie sei lediglich in etwas hineingeraten. Das werde sich bald herausstellen. Nach einem belastenden Traum erzählt Porzner Roth, dass sie wieder in der Bank gewesen sei und Lothar geschossen habe und dann mit einer anderen Frau weggegangen sei. Sie habe hinter ihm herlaufen wollen, sei aber festgehalten worden.
Bei einem gespielten Überfall auf einem Gefangenentransport wird Roth von dem BKA-Beamten Kurt Steinkopf und ihrem Mitarbeiter Jürgen Roeder befreit. Sie fragt Biggi Porzner ob sie mitkommen wolle, sie müsse sich aber schnell entscheiden. Nach kurzem Zaudern folgt Porzner der angeblichen Olga Bach. Roth und Steinkopf spielen ihr dann eine filmreife Szene vor, sodass es für Porzner so aussehen muss, als sei Steinkopf der Freund, von dem Bach betrogen wurde. Woraufhin sie auf die Frau, mit der er etwas hatte, eingestochen hat. Er habe sie zwar rausgeholt, aber nur, damit sie nicht über ihn auspacke. Bei ihm könne sie jedenfalls nicht bleiben, ruft Steinkopf ihr noch zu, bevor er sich in seinen Wagen setzt und davonfährt. Roth quartiert sich und Porzner erst einmal bei ihrer Mitarbeiterin Karin von Lomanski ein, die das Spiel mitspielt. Um ihren Freund macht Porzner nach wie vor ein großes Geheimnis, worüber sie nicht sprechen könne. Das Gespräch, das Porzner in von Lomanskis Wohnung führt, schneiden Roths Mitarbeiter Kubick und Roeder natürlich mit. Sie ruft ihren Freund Lothar an, mit dem sie sich treffen will und bittet um seine Zustimmung, Olga mitbringen zu dürfen. Olga sei in Ordnung betont sie auf Lothars Nachfrage.
Lothar wartet an einer Tankstelle auf die Frauen, deren Spur Kubick und Roeder dort allerdings verlieren, da die Frauen von ihnen unbemerkt in Lothars Auto umsteigen. Lothar ist jedoch schnell davon überzeugt, dass Olga nicht sauber sei, sie schlucke alles und stelle keine Fragen. Aber vielleicht könne sie ja später noch nützlich sein. Ihr Weg hat die drei in ein verlassenes Hotel geführt. Nachdem Lothar, wie er sagt, mal kurz weg ist, gibt Roth sich gegenüber Porzner als Kriminalkommissarin zu erkennen. Sie macht ihr deutlich, dass sie das Leben der von Lothar genommenen Geisel retten wolle, deshalb habe sie sich einschleusen lassen. Porzner ist bitter enttäuscht. Roth meint, es tue ihr wirklich leid, aber es habe bei dem Überfall auf die Bank einen Toten und einen Schwerverletzten gegeben und eine weitere Person, die Geisel, schwebe in Lebensgefahr, sei vielleicht schon tot. Roth macht Porzner zudem klar, dass Lothar von Anfang an durchschaut habe, wer sie wirklich sei. 
In Anbetracht der nun für ihn erschwerten Umstände meint Lothar, er erhöhe das Lösegeld auf zwei Millionen Mark. Nur wenn dieser Betrag gezahlt werde, verrate er das genaue Versteck der Geisel, die sich, wie er Roth erzählt und vorgeführt hat, in einem Umkreis von 10 km in einem Erdloch im Wald befindet. Roth versucht, Porzner im Hinblick auf ihre Loyalität zu Lothar zu verunsichern. Dass ihm nichts an Porzner liegt, beweist er unmittelbar danach, indem er Roth mitnehmen will und ihr auf ihre Frage, was mit Biggi sei, antwortet, das sei kein Problem, das sich nicht schnell lösen ließe. Roth kann Porzner überreden, eine Kassette, die noch im Abspielgerät liegt, auszutauschen. Lothar legt daraufhin die falsche in seinen Geldkoffer und Roths Vorgesetzter Günther Zorn und Oberstaatsanwalt Seibold können der sichergestellten Kassette den Weg entnehmen, der zu der Geisel führt. Die völlig entkräftete Frau kann geborgen werden, während Lothar von einem Großaufgebot der Polizei, angeführt von Kubick und Roeder, festgenommen wird. Noch ist nicht sicher, ob Marie-Christine Schaller, die in einem erbarmenswürdigen Zustand ist, durchkommen wird. Zorn meint zu Roth, sie habe sich nichts vorzuwerfen, sie habe ihr Leben riskiert, „ja, antwortet sie, ich habe es überlebt, aber wird sie es überleben“.

## Produktionsnotizen
Der Film wurde 1998 in Berlin und Umgebung gedreht. Bei Henry Michael Zielske und Heiner Conradi lag die Aufnahmeleitung, bei Michal Pokorny und Sybille Rohde die Produktionsleitung und bei Jens Christian Susa und Christl Schneider die Herstellungsleitung. Die Redaktion hatten Klaus Bassiner und Alexander Ollig inne. Produzent des Films war Oliver Berben, der Sohn der Hauptdarstellerin. Es handelt sich um eine Produktion der Moovie the art of entertainment GmbH im Auftrag von ZDF und ORF.

## Rezeption

### Veröffentlichung
Am 4. Dezember 1999 wurde die Folge Die Retterin zur Hauptsendezeit im ZDF erstausgestrahlt.
Die Folgen 07–12 der Reihe wurden von Studio Hamburg Enterprises am 2. November 2012 auf DVD herausgegeben.

## Kritik
Die Kritiker der Fernsehzeitschrift TV Spielfilm vergaben an den Film die bestmögliche Wertung, der Daumen zeigte nach oben, für Action und Spannung gab es je zwei von drei möglichen Punkten. Das Fazit für den Film lautete: „Routinierte Krimispannung mit Berben-Bonus“.
Sky schrieb zur Erstausstrahlung des Films: „Lebensnaher und fesselnder Kriminalfall mit Iris Berben in Bestform.“